# Hania El Hammamy
Hania El Hammamy (* 1. September 2000 in Kairo) ist eine ägyptische Squashspielerin.

## Karriere
Hania El Hammamy feierte im Juniorenbereich 2016 mit dem Finaleinzug bei der Weltmeisterschaft in Tauranga einen ersten großen Erfolg. Das Endspiel verlor sie gegen Rowan Elaraby in drei Sätzen. Im Jahr darauf unterlag sie Elaraby im Finale erneut, sicherte sich aber letztlich 2019 den Titel mit einem Sieg gegen Jana Shiha. Seit 2014 ist sie auf der PSA World Tour aktiv und gewann bislang 15 Titel. In der Saison 2019/20 qualifizierte sich El Hammamy erstmals für die World Tour Finals und erreichte sogleich das Finale. In diesem besiegte sie ihre Landsfrau Nour El Tayeb in fünf Sätzen und wurde damit zur jüngsten Spielerin, die diesen Titel gewann. Ihre beste Platzierung in der Weltrangliste erreichte sie mit Rang zwei am 3. Oktober 2022. Mit der ägyptischen Nationalmannschaft wurde sie 2022 und 2024 Weltmeisterin. In der Saison 2024/25 erreichte El Hammamy erstmals das Finale der Weltmeisterschaft, in dem sie Nour El Sherbini in vier Sätzen unterlag.
Ihr Bruder Karim El Hammamy ist ebenfalls Squashspieler.

## Erfolge
- Vizeweltmeisterin: 2024/25
- Weltmeisterin mit der Mannschaft: 2022, 2024
- Gewonnene PSA-Titel: 15